# Hana Marie Körnerová
Hana Marie Körnerová vlastním jménem Hana Martinková (* 16. února 1954 Litoměřice) je česká spisovatelka.

## Život
Patnáct let pracovala ve zdravotnictví, své zkušenosti v tomto oboru využila v knize Prosím vás, sestřičko. Toto dílo uspělo v literární soutěži Knižního klubu. Je vdaná, má děti. Od 90. let 20. století žije v Podkrkonoší.

## Dílo
První kniha jí vyšla roku 1992. Knihy vycházejí v nakladatelstvích MOBA a Knižní klub. Do roku 2021 napsala 33 knih.
Většina jejích knih se zabývá tím, jak obstát v nečekané nebo složité situaci, na kterou hrdinové příběhu nebyli výchovou či předchozím životem připraveni. Romány, které se odehrávají v historické kulise, jsou dobrodružné a napínavé. Knihy ze současnosti jsou skutečné příběhy s nezbytným minimem fabulace.
Mezi její nejznámější díla patří rodinná sága Pán hor, jež se odehrává v 18. století.